# الضبر (إب)

تعديل مصدري - تعديل

الضبر هي إحدى قرى عزلة الروس بمديرية إب التابعة لمحافظة إب، بلغ تعداد سكانها 428 نسمة حسب تعداد اليمن لعام 2004.